# Tim Kaine
Timothy Michael (Tim) Kaine (Saint Paul, Minnesota, 26 februari 1958) is een Amerikaans politicus van de Democratische Partij. Hij is de junior senator voor Virginia sinds 2013.
Kaine, een jurist van beroep, werkte van 1984 tot 2000 als advocaat en was van 1987 tot 1993 buitengewoon hoogleraar voor juridische ethiek aan de Universiteit van Richmond. Hij was van 1998 tot 2001 burgemeester van Richmond en van 2002 tot 2006 de luitenant-gouverneur van Virginia onder gouverneur Mark Warner. Van 2006 tot 2010 was hij de 70e gouverneur van Virginia. Van 2009 tot 2011 was hij de voorzitter van de Democratic National Committee. 
Op 22 juli werd Kaine geselecteerd als running mate voor Hillary Clinton voor de Amerikaanse presidentsverkiezingen van 2016. Deze verkiezing werd door Clinton verloren.

## Levensloop
Kaine behaalde in 1979 een Bachelor of Arts in de economie aan de Universiteit van Missouri. Daarna werkte hij een jaar in de katholieke missie bij de jezuïeten in Honduras. Na dat jaar vervolgde hij zijn studie aan Harvard waar Kaine rechten studeerde. In 1983 behaalde hij daar een graad en werd toegelaten tot de advocatuur.
Kaine werkte 17 jaar als advocaat in Richmond. In diezelfde tijd gaf hij ook les aan de Universiteit van Richmond en zat hij zes jaar als onafhankelijk lid in de gemeenteraad van Richmond.
In 1998 werd Kaine gekozen als burgemeester van Richmond. Hij bleef twee jaar in functie. Kaine stelde zich in 2000, nu namens de Democratische Partij, verkiesbaar voor het luitenant-gouverneurschap van de staat Virginia. In de verkiezingen versloeg hij de Republikein Jay Satzen. Als luitenant-gouverneur was hij ook voorzitter van de Senaat van de staat Virginia.
Kaine stelde zich in 2005 verkiesbaar voor het gouverneurschap van Virginia. Hierbij versloeg hij zijn Republikeinse opponent Jerry W. Kilkgore. Hij was de eerste gouverneur sinds Thomas Jefferson in 1789, die in Williamsburg werd geïnaugureerd, en niet in Richmond. Het gebouw waar dit normaal gebeurde werd namelijk gerenoveerd.
Als gouverneur ondertekende Kaine in juni 2006 een wet waardoor roken werd verboden in staatsgebouwen en auto’s die in bezit zijn van de staat.
Door de schietpartij op Virginia Tech moest Kaine een handelsbezoek aan India en Japan afzeggen. Hij stelde een onafhankelijke commissie aan die onderzoek moest doen naar wat de universiteit wist van de dader die 32 mensen vermoordde. Naar aanleiding van het bloedbad ondertekende hij wetgeving die het verbood wapens te verkopen aan mensen die een psychiatrische behandeling ondergingen.
De gouverneur kreeg kritiek van natuurbeschermers toen hij instemde met de bouw van een kolencentrale. Hij is tegen de doodstraf , maar stemde toch in met 11 executies, waaronder die van John Allen Muhammad, de Beltway Sniper. Ook zegt Kaine tegen abortus te zijn, maar is hij ook tegenstander van groepen die Roe v. Wade ongedaan willen maken. Ook vindt hij dat het huwelijk niet opengesteld mag worden voor mensen van dezelfde sekse.
In 2008 stond Kaine ook hoog op de shortlist van Barack Obama als kandidaat voor het vicepresidentschap, maar uiteindelijk koos Obama voor Joe Biden.
Het gouverneurschap van Kaine liep in januari 2010 af. Volgens de grondwet van Virginia mag een gouverneur maar een termijn zitting hebben. In januari 2009 was hij al voorzitter geworden van het Democratic National Committee op verzoek van Obama.

## Persoonlijk
Kaine is getrouwd met Anne Holton, de dochter van Lindwood Holton, een voormalige gouverneur van Virginia. Samen hebben zij drie kinderen.
- Gemeinsame Normdatei: 1107942187
- International Standard Name Identifier: 0000 0000 3224 9880
- Library of Congress Control Number: n95096333
- Nationale Bibliotheek van Polen: a0000003445114
- Nederlandse Thesaurus van Auteursnamen: 412681498
- SNAC: w6n87gfr
- Système universitaire de documentation: 24289304X
- Biographical Directory of the United States Congress: K000384
- Virtual International Authority File: 78032392
- WorldCat: E39PBJyRtdB4bdp9J7jfqkTJXd

Alabama: Tuberville (R) · Britt (R)
Alaska: Murkowski (R) · Sullivan (R)
Arizona: Kelly (D) · Gallego (D)
Arkansas: Boozman (R) · Cotton (R)
Californië: Padilla (D) · Schiff (D)
Colorado: Bennet (D) · Hickenlooper (D)
Connecticut: Blumenthal (D) · Murphy (D)
Delaware: Coons (D) · Blunt Rochester (D)
Florida: R. Scott (R) · Moody (R)
Georgia: Ossoff (D) · Warnock (D)
Hawaï: Schatz (D) · Hirono (D)
Idaho: Crapo (R) · Risch (R)
Illinois: Durbin (D) · Duckworth (D)
Indiana: Young (R) · Banks (R)
Iowa: Grassley (R) · Ernst (R)
Kansas: Moran (R) · Marshall (R)
Kentucky: McConnell (R) · Paul (R)
Louisiana: Cassidy (R) · Kennedy (R)
Maine: Collins (R) · King (O)
Maryland: Van Hollen (D) · Alsobrooks (D)
Massachusetts: Warren (D) · Markey (D)
Michigan: Peters (D) · Slotkin (D)
Minnesota: Klobuchar (D) · Smith (D)
Mississippi: Wicker (R) · Hyde-Smith (R)
Missouri: Hawley (R) · Schmitt (R)
Montana: Daines (R) · Sheehy (R)
Nebraska: Fischer (R) · Ricketts (R)
Nevada: Cortez Masto (D) · Rosen (D)
New Hampshire: Shaheen (D) · Hassan (D)
New Jersey: Booker (D) · Kim (D)
New Mexico: Heinrich (D) · Luján (D)
New York: Schumer (D) · Gillibrand (D)
North Carolina: Tillis (R) · Budd (R)
North Dakota: Hoeven (R) · Cramer (R)
Ohio: Moreno (R) · Husted (R)
Oklahoma: Lankford (R) · Mullin (R)
Oregon: Wyden (D) · Merkley (D)
Pennsylvania: Fetterman (D) · McCormick (R)
Rhode Island: Reed (D) · Whitehouse (D)
South Carolina: Graham (R) · T. Scott (R)
South Dakota: Thune (R) · Rounds (R)
Tennessee: Blackburn (R) · Hagerty (R)
Texas: Cornyn (R) · Cruz (R)
Utah: Lee (R) · Curtis (R)
Vermont: Sanders (O) · Welch (D)
Virginia: Warner (D) · Kaine (D)
Washington: Murray (D) · Cantwell (D)
West Virginia: Moore Capito (R) · Justice (R)
Wisconsin: Johnson (R) · Baldwin (D)
Wyoming: Barrasso (R) · Lummis (R)
(D): Democraat · (R): Republikein · (O): Onafhankelijk